# دون هاربر
دون هاربر (بالإنجليزية: Don Harper) هو ملحن أسترالي، ولد في 1921، وتوفي في 30 مايو 1999.

## وصلات خارجية
- دون هاربر على موقع IMDb (الإنجليزية)
- دون هاربر على موقع ميوزك برينز (الإنجليزية)
- دون هاربر على موقع ديسكوغز (الإنجليزية)
- دون هاربر على موقع قاعدة بيانات الفيلم (الإنجليزية)